# Dioscórides
Pedanio (o Pedacio) Dioscórides Anazarbeo (Anazarba, Cilicia, en Asia Menor, c. 40 - c. 90) fue un médico, farmacólogo y botánico de la Grecia romana, que practicó la medicina en Roma. Su obra De Materia Medica alcanzó una amplia difusión y se convirtió en el principal manual de farmacopea durante toda la Edad Media y el Renacimiento.

## Biografía
Dioscórides nació en Anazarba que fue una antigua ciudad de Cilicia, Asia menor en el territorio de la actual Turquía.

Se calcula su fecha de nacimiento alrededor del año 39 de nuestra era.

Practicó la medicina en la ciudad de Roma, en la época del emperador Nerón. Según su propio testimonio, que figura en la carta que sirve de prólogo a su obra, fue cirujano militar en el ejército romano, con lo que tuvo la oportunidad de viajar en busca de sustancias medicinales por todo el mundo conocido para ese entonces.

## De Materia Medica
Escribió una obra en cinco volúmenes, titulada De Materia Medica, precursora de la moderna farmacopea. El texto describe unas 600 plantas medicinales, incluyendo la mandrágora, unos 90 minerales y alrededor de 30 sustancias de origen animal. A diferencia de otras obras clásicas, este libro tuvo una enorme difusión en la Edad Media tanto en su original griego como en otras lenguas, tales como el latín y el árabe.

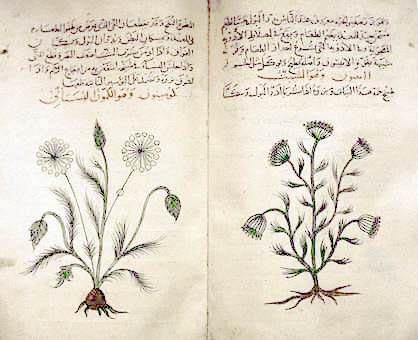
Libro árabe de medicinas simples del De Materia Medica de Dioscórides. Cumin & dill. c. 1334. Por Kathleen Cohen en el Museo británico de Londres.

El códice más antiguo que se conserva de la obra data de comienzos del siglo VI, y fue copiado para uso de la patricia romana Anicia Juliana, hija del emperador Anicio Olibrio. Este manuscrito tiene un total de 491 folios, y casi 400 ilustraciones a página completa. En 1569 fue adquirido por el emperador Maximiliano I, y se conserva en la Biblioteca Nacional de Austria (Österreichische Nationalbibliothek). Es conocido como Codex Vindobonensis Med. Gr. 1. (Vindobona es el nombre latino de Viena) o, simplemente, como el Dioscórides de Viena.
La obra fue traducida por primera vez al árabe en el siglo IX, en el Bagdad abasí. En el siglo siguiente, el emperador bizantino Constantino Porfirogéneta envió el libro como presente al califa cordobés Abderramán III un ejemplar en griego, que fue traducido al árabe por un monje llamado Nicolás, con la ayuda del judío Hasdai ibn Shaprut. 

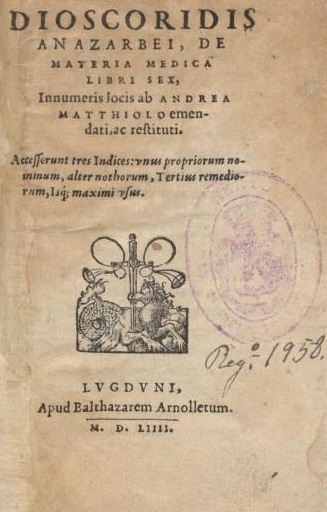
Portada de una de las primeras versiones impresas de De materia medica, Lyon, 1554

Se imprimió por primera vez, en latín, en 1478, en Colle (Toscana) por Pedro Paduano. Fue traducido al español por Andrés Laguna.
Se conservan varios manuscritos ilustrados de De materia medica. El más famoso es el  Vienna Dioscurides, profusamente ilustrado, realizado en Constantinopla en 512/513 d. C. De los siglos XII y XIII se conservan copias árabes profusamente ilustradas, mientras que los manuscritos griegos sobreviven hoy en los monasterios del Monte Athos.
De materia medica es la principal fuente histórica de información sobre los medicamentos utilizados por griegos, romanos y otras culturas de la antigüedad. La obra también recoge los nombres dacios, tracios, romanos, egipcios antiguos y norteafricanos (cartagineses) de algunas plantas, que de otro modo se habrían perdido. La obra presenta alrededor de 600 plantas en total, aunque las descripciones están a veces redactadas de forma oscura, lo que da lugar a comentarios como: "Numerosas personas, a partir de la Edad Media, se han esforzado por identificar los tipos recónditos", mientras que algunas de las identificaciones botánicas de las plantas de Dioscórides siguen siendo meras conjeturas.
De materia medica constituyó el núcleo de la farmacopea europea hasta el siglo XIX, lo que sugiere que "la intemporalidad de la obra de Dioscórides fue el resultado de una tradición empírica basada en el ensayo y el error; que funcionó generación tras generación a pesar de los cambios sociales y culturales y de los cambios en la teoría médica".
El género de plantas Dioscorea, que incluye el ñame, fue bautizado por Linneo en su honor. Una mariposa, la Ampittia dioscorides, que se encuentra desde la India al sureste hacia Indonesia y al este hacia China, lleva su nombre.

## Galería

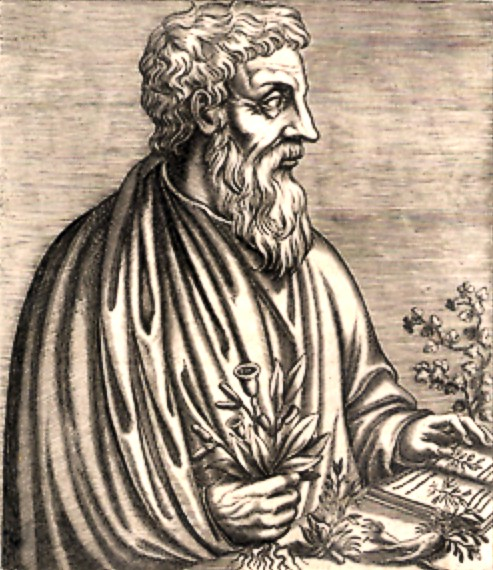
Representación tardía de Dioscórides.
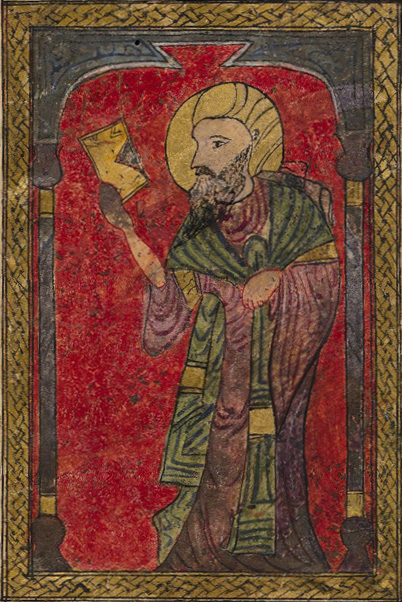
Dioscórides en una edición árabe de 1240 de De materia medica.
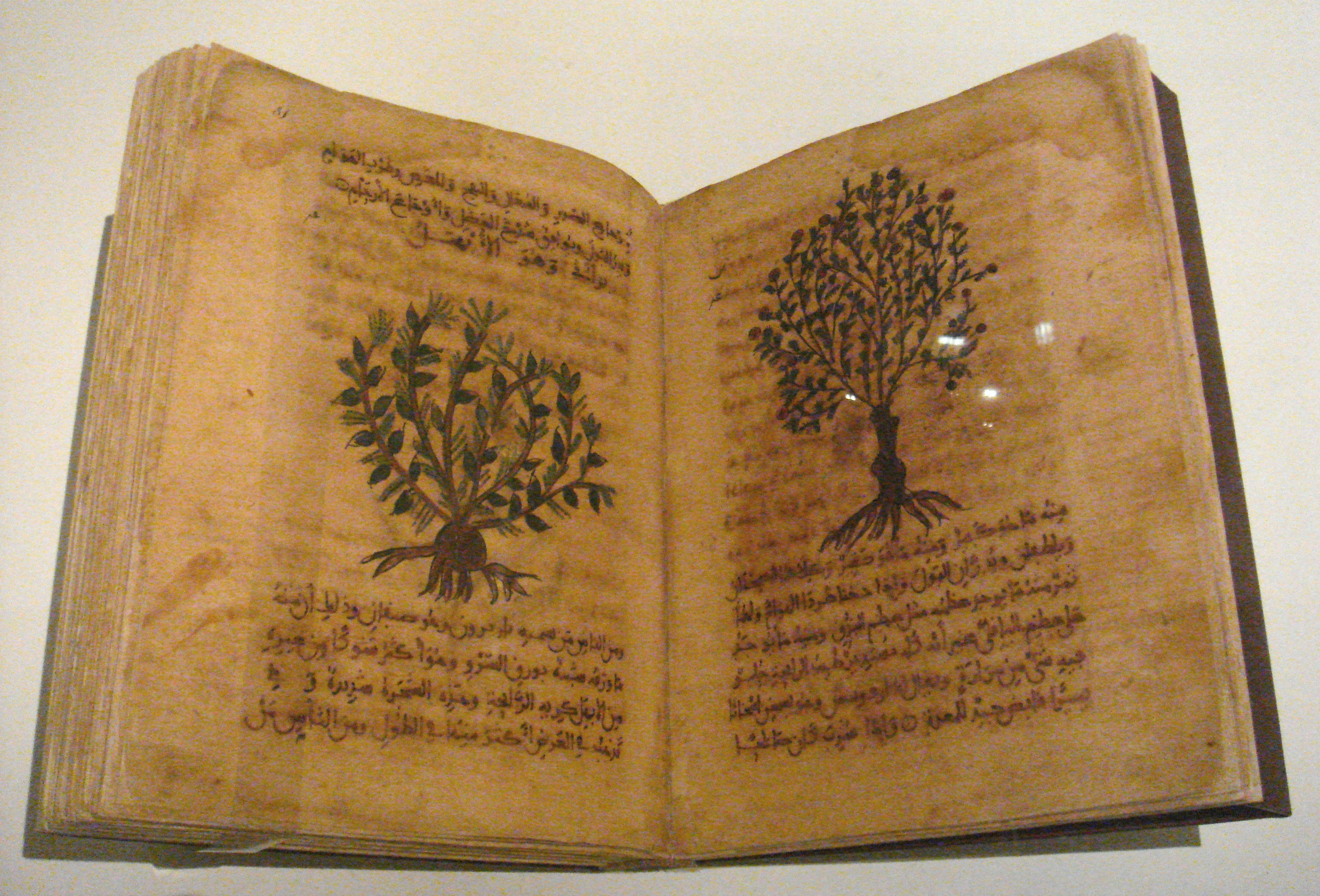
De materia medica en árabe, España, siglos XII-XIII.
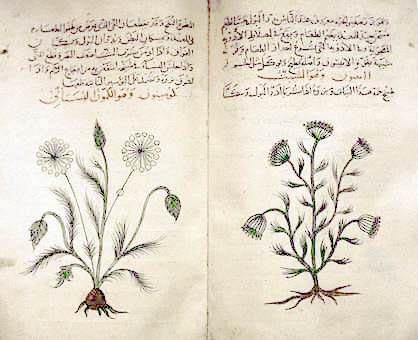
Comino y eneldo de un libro árabe de recetas (aprox. 1334) según Dioscórides (Museo Británico).
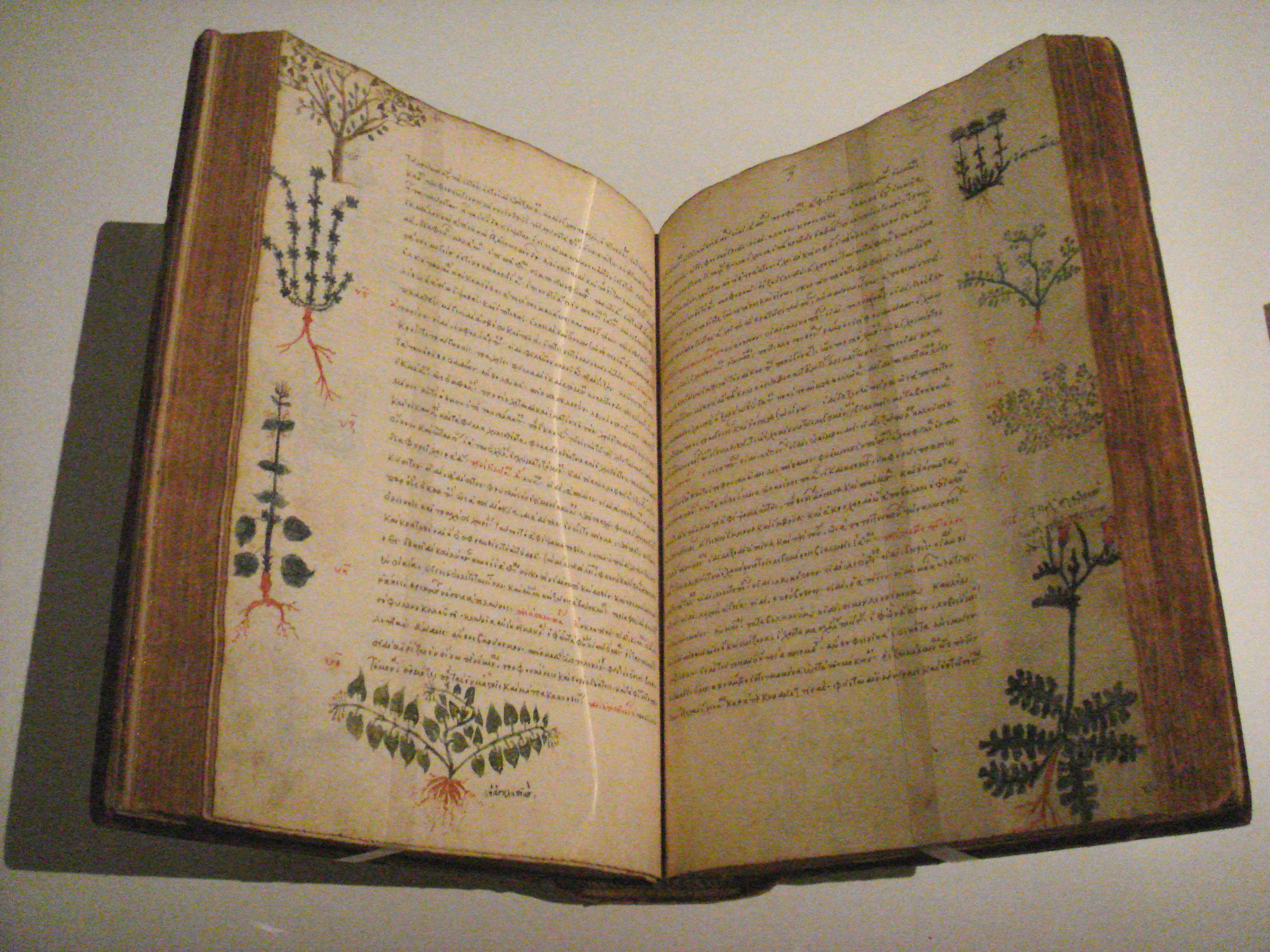
De materia medica bizantina, siglo XV.
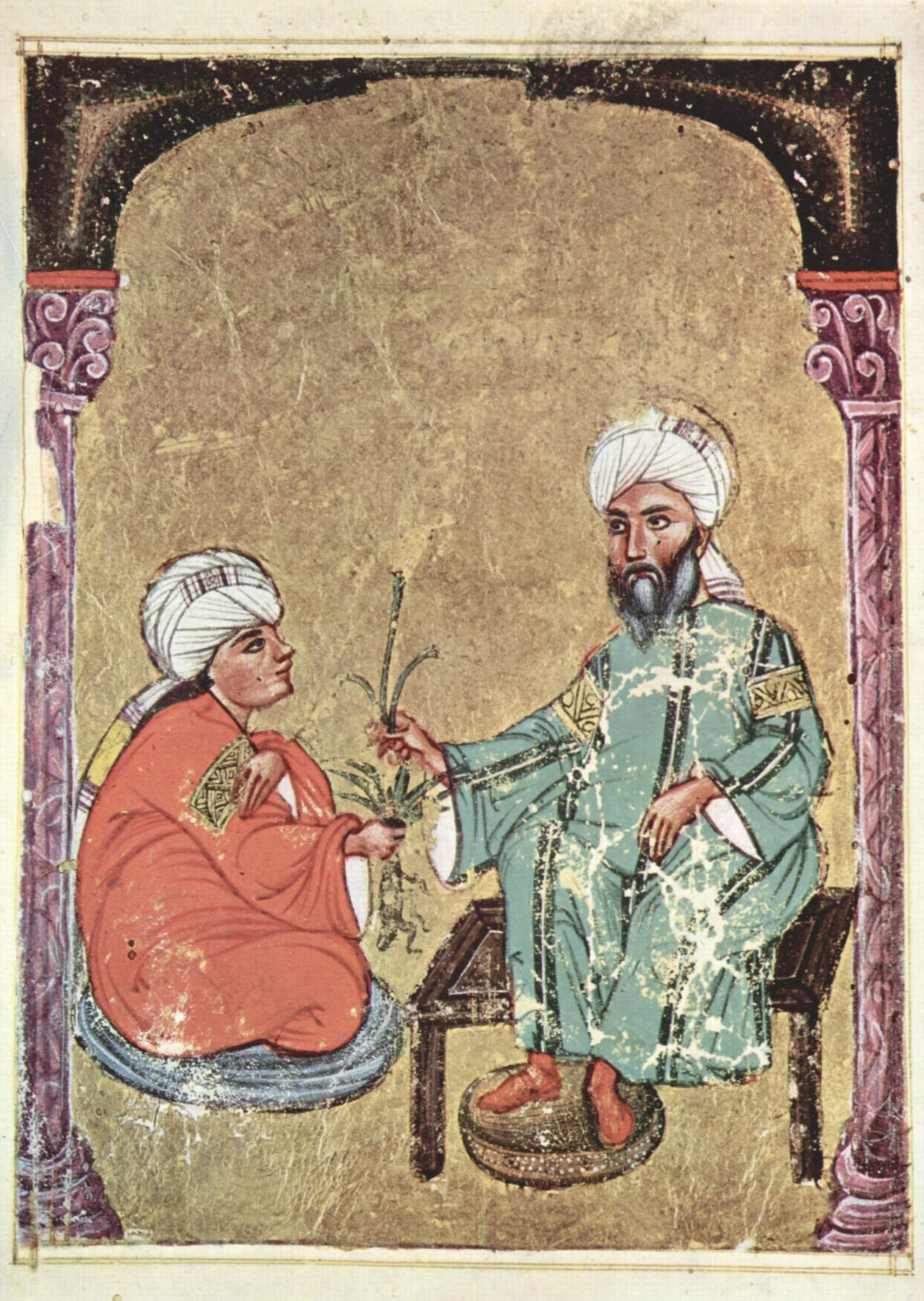
Folio de un manuscrito árabe de Dioscórides, De materia medica, 1229.